# 红花疆罂粟
红花疆罂粟（学名：Roemeria refracta）为罂粟科疆罂粟属下的一个种。